# Черутти, Фабио
Фабио Черутти (итал. Fabio Cerutti; род. 26 сентября 1985, Турин) — итальянский легкоатлет, специалист по бегу на короткие дистанции. Выступал на профессиональном уровне в 2002—2018 годах, обладатель серебряной медали чемпионата Европы в помещении, чемпион Средиземноморских игр, многократный победитель и призёр первенств национального значения, участник двух летних Олимпийских игр.

## Биография
Фабио Черутти родился 26 сентября 1985 года в Турине, Пьемонт.
Выступал на различных юношеских турнирах начиная с 2002 года, становился чемпионом Италии среди юниоров в прыжках в длину и в спринтерских дисциплинах.
В 2007 году вошёл в основной состав итальянской сборной и стартовал в беге на 60 метров на чемпионате Европы в помещении в Бирмингеме, став в итоге шестым. Также в беге на 100 метров показал четвёртый результат на молодёжном европейском первенстве в Дебрецене.
В 2008 году в 60-метровой дисциплине дошёл до полуфинала на чемпионате мира в помещении в Валенсии. Благодаря череде удачных выступлений удостоился права защищать честь страны на летних Олимпийских играх в Пекине — стартовал в 100-метровой дисциплине и эстафете 4 × 100 метров, в обоих случаях не преодолел предварительный квалификационный этап.
В 2009 году в беге на 60 метров помимо прочего одержал победу на международном турнире «Русская зима» в Москве, завоевал серебряную награду на домашнем чемпионате Европы в помещении в Турине. Позднее выиграл эстафету на командном чемпионате Европы в Лейрии, успешно выступил на Средиземноморских играх в Пескаре, где взял бронзу в индивидуальном беге на 100 метров и получил золото в эстафете 4 × 100 метров. На чемпионате мира в Берлине занял шестое место в эстафете.
В 2010 году участвовал в чемпионате Европы в Барселоне, в дисциплине 100 метров остановился на стадии полуфиналов.
В 2011 году стал пятым в эстафете 4 × 100 метров на чемпионате мира в Тэгу.
В 2012 году бежал 100 метров и эстафету 4 × 100 метров на чемпионате Европы в Хельсинки. Принимал участие в Олимпийских играх в Лондоне — в программе эстафеты 4 × 100 метров не смог пройти дальше предварительного квалификационного этапа.
В 2013 году стартовал в эстафете на командном чемпионате Европы в Гейтсхеде.
В 2014 году бежал 60 метров на чемпионате мира в помещении в Сопоте. На чемпионате Европы в Цюрихе дошёл до полуфинала в беге на 100 метров, тогда как в эстафете 4 × 100 метров в финале их команда не финишировала.
В 2015 году дошёл до полуфинала в 60-метровой дисциплине на чемпионате Европы в помещении в Праге. Участвовал в чемпионате мира по легкоатлетическим эстафетам в Нассау, в командном чемпионате Европы в Чебоксарах, во Всемирных военных играх в Мунгёне.
Завершил спортивную карьеру по окончании сезона 2018 года.